# Brasserie à Vapeur
La Brasserie à Vapeur est une brasserie basée à Pipaix en Belgique, brassant avec du matériel à vapeur du XVIIIe siècle.

## Historique
Construction en 1785 de la brasserie Cuvelier,. Lors des évolutions technologiques la brasserie ne suit pas et est laissée à l'abandon. C'est en 1984 que Jean-Louis Dits et sa femme Sittelle rachètent le bâtiment et entreprennent la restauration de la brasserie en conservant la machinerie à vapeur, d'où le nom de la brasserie.
La machine à vapeur a été construite aux Ateliers de Monsville (anc Simonis et Wambreuse) à Quaregnon en 1895. C'est la dernière brasserie du XIXe siècle encore en activité dans le matériel d'époque.
En 2020, la Brasserie à Vapeura été officiellement classé comme monument par la Région wallonne,.

## Les bières

### Vapeur Cochonne
Bière brune, forte (9°), nez fruité et délicat, douce et ronde au palais ; faiblement houblonnée mais correctement épicée (chicorée torréfiée, coriandre, écorce d’orange douce). Cette bière prend le nom de Cochonnette lorsqu'elle est conditionnée en bouteille de 33 cl,.

### Saison Pipaix
Bière très sèche, normalement houblonnée, légèrement acide, très épicée (poivre, gingembre, écorce d’orange douce, curaçao, badiane.).

### Vapeur en Folie
Bière blonde forte et ronde moyennement houblonnée et épicée (cumin et écorce d’orange douce).

### Vapeur Légère
Bière blonde légère, sèche délicatement houblonnée, subtilement épicée à la vanille et cannelle.

## Activités
La brasserie propose des activités régulières :
- le dimanche à 11 heures précises (sur réservation) pour une visite guidée suivie d’une dégustation.
- achats sur rendez-vous et les vendredi, samedi de 10 h à 18 h .
- Brassins ouverts le dernier samedi du mois à partir de 9 h.

## Galeries

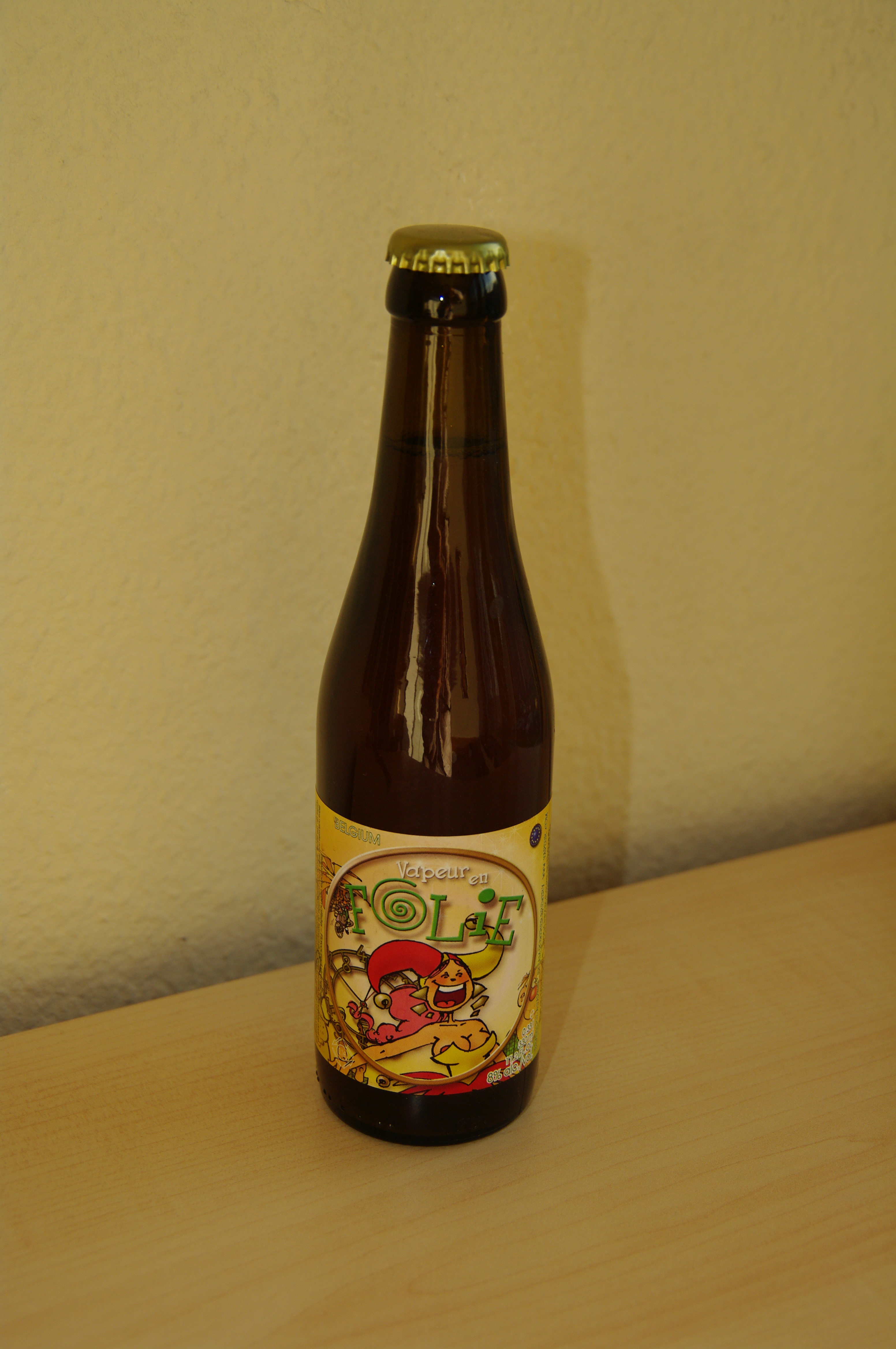
Vapeur en Folie
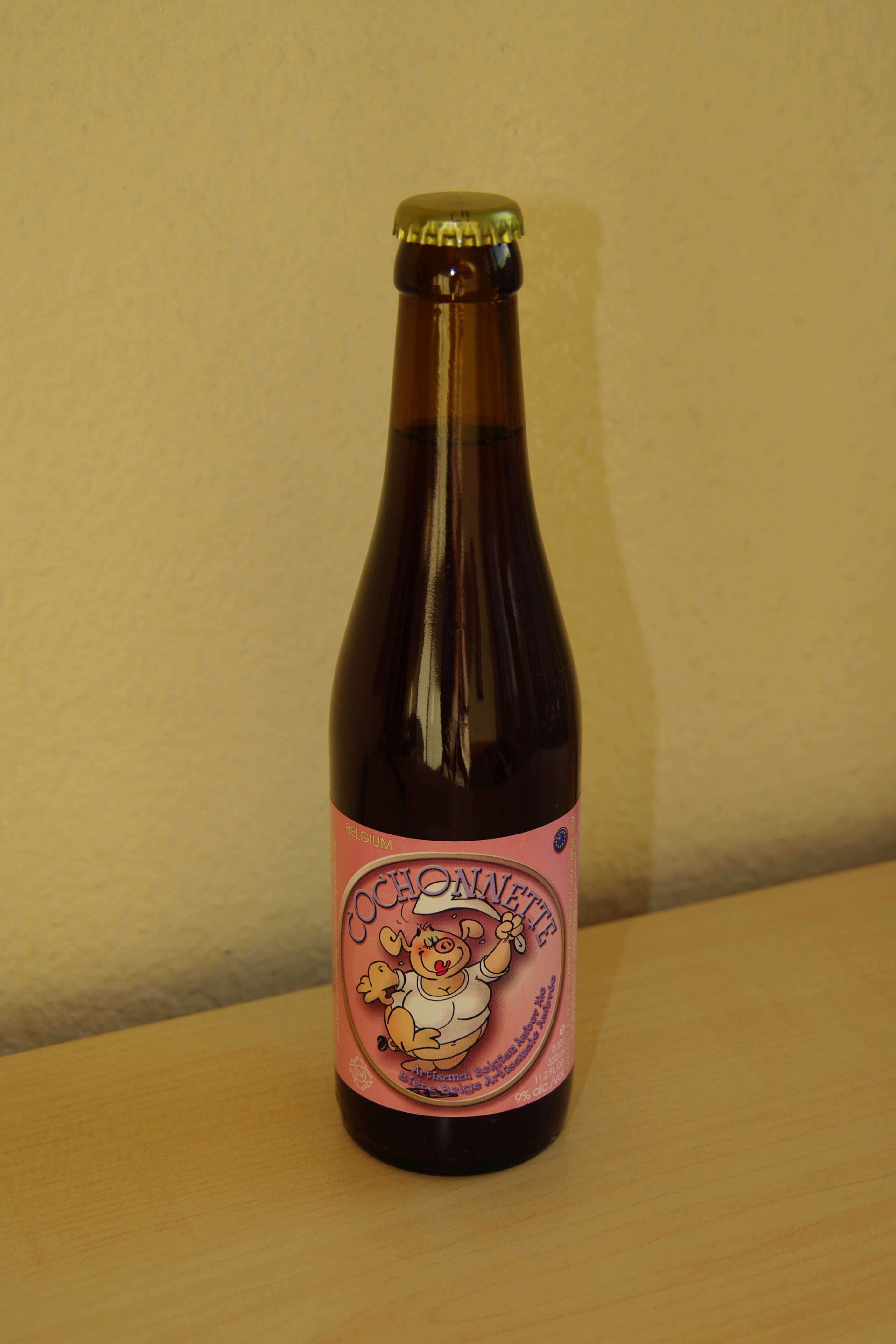
Vapeur cochonette
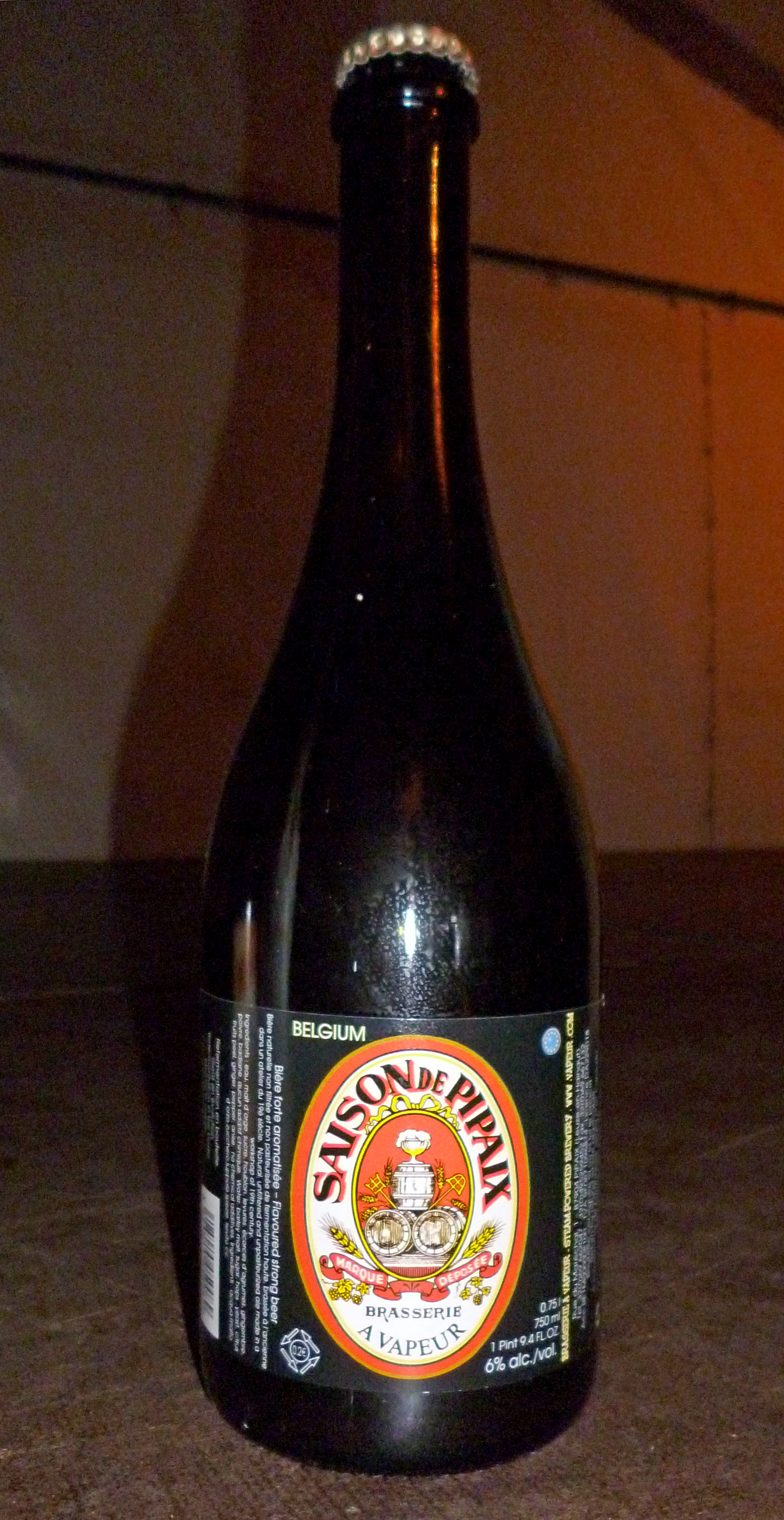
Saison de Pipaix